# Eublemma lentirosea
Eublemma lentirosea är en fjärilsart som beskrevs av George Francis Hampson 1910. Eublemma lentirosea ingår i släktet Eublemma och familjen nattflyn. Inga underarter finns listade i Catalogue of Life.